# In Times New Roman...
Albums de Queens of the Stone Age
Villains
(2017)
Singles
1. Emotion Sickness
Sortie : 11 mai 2023
2. Carnavoyeur
Sortie : 31 mai 2023
3. Paper Machete
Sortie : 15 juin 2023

In Times New Roman… est le huitième album studio du groupe de rock américain Queens of the Stone Age et publié par Matador Records, sorti le 16 juin 2023. Il a été annoncé dans un teaser vidéo le 11 mai 2023 et sort six ans après Villains (2017). L'annonce a eu lieu parallèlement à la sortie du premier single, Emotion Sickness. La sortie de l'album est accompagnée par une tournée en Amérique du Nord et en Europe, notamment aux Nuits de Fourvière.
L'album est mixé par Mark Rankin et enregistré aux Pink Duck Studios du chanteur Josh Homme à Burbank ainsi qu'au studio Shangri-La de Rick Rubin à Malibu en Californie. Il est annoncé comme ayant un son plus brut et cru.
Le titre de l'album est une référence à Times New Roman, une célèbre police de caractères, tandis que l'univers graphique est constitué d'emprunts à la Rome antique.

## Design graphique
Le travail sur la pochette et l'ensemble de la charte graphique de l'album est réalisé par l'artiste Boneface. Le clip musical de Emotion Sickness est réalisé par Liam Lynch.

## Liste des titres
| 1.    | Obscenery               | 4:23 |
| 2.    | Paper Machete           | 3:22 |
| 3.    | Negative Space          | 3:53 |
| 4.    | Time & Place            | 4:26 |
| 5.    | Made To Parade          | 5:18 |
| 6.    | Carnavoyeur             | 3:56 |
| 7.    | What The Peephole Say   | 4:06 |
| 8.    | Sicily                  | 4:41 |
| 9.    | Emotion Sickness        | 4:31 |
| 10.   | Straight Jacket Fitting | 9:01 |
| 47:37 |                         |      |

## Membres principaux
- Josh Homme – chant, guitare.
- Troy Van Leeuwen – guitare, chœurs.
- Dean Fertita – clavier, guitare, chœurs.
- Michael Shuman – basse, chœurs.
- Jon Theodore - batterie.

## Production
- Josh Homme et Queens of the Stone Age – production.
- Mark Rankin – enregistrement et mixage.
- Boneface – design, illustrations.
- Liam Lynch – vidéos promotionnelles, clip de Emotion Sickness.

## Accueil critique
In Times New Roman… est globalement bien reçu par la critique, qui insiste néanmoins sur le changement de style opéré par le groupe depuis Era Vulgaris. Thomas Smith de New Musical Express le note 4/5 en soulignant l'influence de la vie personnelle de Josh Homme. Louis Nadau de Marianne le considère comme une « une cuvée (presque) royale ». Louis-Philippe Labrèche du Canal Auditif considère l'album comme dans la moyenne des albums du groupe, en notant que l'album est « plus lourd que Villains [et que] …Like Clockwork mais sans la force motrice des albums comme Songs for the Deaf ou Rated R ».